# 灰背魚號潛艇
灰背魚号 （USS Grayback SS-208）是河豚級潜艇 ，是美国海军第一艘以灰背魚命名的船。 
本艇由通用动力电船在康乃狄克州的格罗顿建造。於1941年1月31日下水。於1941年6月30日入役。

## 戰史
第五次戰鬥巡航期間，灰背魚号在所罗门群岛外海负责觀測轟炸結果並援救被擊落的飞行员。於1943年1月5日凌晨，它接到情报，有6名陆军B-26轰炸机的倖存者被困在蒙达（Munda）岛上。灰背魚号派出兩名艇員上岸後下潛以躲避敵機。兩名艇員找到了受困的飞行员，其中3人受伤，并与他们一起躲藏在丛林中。到了夜晚，灰背魚號浮起並靠近海岸，以灯光進行密码通訊，將受困者以救援小艇救回。为此，救援队长爱德华·C·斯蒂芬（Edward C. Stephan）获得了海军十字勋章和陆军银星獎章（当时B-26隶属于陆军航空队）。
灰背魚號的第十次戰鬥巡航也是戰果最輝煌的一次。本艇於1044年1月28日離開珍珠港前往東中國海，在2月24日回報於2月19日擊沉兩艘貨輪（Taikei Maru）與Toshin Maru）並擊傷另外兩艘。於2月25日回傳了最後一次報告，於當日早上擊沉油輪南邦丸（Nanho Maru）並重創郵輪淺間丸號（Asama Maru）。因為只剩兩枚魚雷，指揮部命令該艇回航，該艇預定於3月7日回到中途島，但並未出現。於1944年3月30日被太平洋潛艇指揮部列為失蹤，可能沉沒。
根据戰後取得的日方记录，可以拼湊灰背魚號的最后几天。 在2月24日袭击了Hi-40护卫舰队之后，經由东中国海返航途中， 灰背魚號用她的最后两枚鱼雷在2月27日擊沉貨輪錫蘭丸（Ceylon Maru）。 当天，一架日本艦載机在东中国海的水面发现一枚潜水艇并進行攻击。 据日方紀錄，这艘潜艇“立即爆炸并沉没”，但反潜艦艇被召入该区域以深水炸弹攻擊，並回報有明顯气泡痕迹，最後有重油浮出水面。灰背魚號结束了她的最后一次巡逻，使敌人损失了约21594  吨的运输。 
灰背魚號擊沉艦艇總排名為20位（總噸數63,835 吨），擊沉艦艇數排名第24（14艘），獲得八顆戰鬥之星。

## 發現殘骸
2019年11月10日，一个私人研究計畫（Lost 52 Project），宣布於沖繩南方50英里發現发现灰背魚號的残骸。 本发现已由美国海军證實 ，並通知死去的船员的家屬。 潜艇坐立在1400英尺（430 公尺）深的水底。 甲板砲則距離主要殘骸約400英尺遠。
潛艇殘骸的指揮塔尾部有嚴重的破坏，符合報告所稱在該區域有炸彈直接命中。
艇艏折斷，艇艉破損，铭牌仍然附着於挺身。
残骸发现位置大约距離美國海軍於1946年標記處約100英里（160 公里）遠。這是因為在翻譯日本帝国海军的原始作戰紀錄時發生錯誤。
根據日本方面的紀錄，灰背魚號是被一架中岛B5N（97式艦上攻擊機）所投下的炸彈擊中，之後又被深水炸彈破壞。